# 大阪の女 (映画)
『大阪の女』（おおさかのおんな）は、1958年に公開された衣笠貞之助監督の日本映画。
原作は1957年4月29日から7月29日まで毎週月曜日にNTVで放送された連続ドラマ「女神誕生」（脚本:八住利雄）。

## スタッフ
以下のスタッフ名等はKINENOTEに従った。
- 監督 - 衣笠貞之助
- 脚色 - 衣笠貞之助、相良準
- 原作 - 八住利雄 テレビドラマ「女神誕生」
- 企画 - 藤井浩男
- 製作 - 永田雅一
- 撮影 - 渡辺公夫
- 美術 - 柴田篤二
- 音楽 - 斎藤一郎
- 録音 - 西井憲一
- 照明 - 柴田恒吉

## キャスト
以下の出演者名と役名は特に記載がない限りKINENOTEに従った。
- 京マチ子 - お千
- 中村鴈治郎 - 鈴乃家半丸
- 船越英二 - 三上米太郎
- 高松英郎 - 宗二
- 小夜福子 - お辰
- 角梨枝子 - 染子
- 小野道子 - 末子
- 芦乃家雁玉 - 三造
- 賀原夏子 - お民
- 中村是好 - 林家文福
- 平和ラッパ - 春廼家助八
- 小原利之 - 青空ホームラン
- 浪花家市松 - 谷のぼる
- 浮世亭夢若 - おつる
- 松鶴家光晴 - 旭秋月
- 林田十郎 - 伊賀佑成
- ミス・ハワイ - 若子
- 山茶花究 - 笑亭笑福
- 浪花家芳子 - お登世
- 丹阿弥谷津子 - お妙
- 倉田マユミ - お糸
- 暁伸 - 畑麦太郎
- 春本富士夫 - 刑事
- 花布辰男 - 銭湯の巡査
- 丸山修 - 病院の医師
- 目黒幸子 - 看護婦
- 早川雄三 - 患者
- 花村泰子 - 附添人
- 村田扶実子 - 「五六八」の女中
- かしまし三人娘 - 本人[3][4]